# Johann Andreas Harmssen
Johann Andreas Harmssen (* 22. Mai 1782 in Bremen; † 29. Januar 1861 ebenda) war ein deutscher Kapitän, der die erste Weltumseglung in der Geschichte der deutschen Seefahrt leitete. Sein Familienname wurde ursprünglich Harmsen geschrieben, es gibt aber auch weitere Varianten wie etwa Harmßen. In der Schreibweise Harmssen wurde er in der zeitgenössischen Presse des 19. Jahrhunderts bekannt.

## Abstammung
Harmssen kam als Sohn des gleichnamigen Bremer Fuhrmanns Johann Andreas Harmsen (1751–1793) und der Anna Harmsen geb. Lehe (1748–1826) zur Welt. Harmssens 1777 geborene ältere Schwester Anna Helena Harmsen heiratete 1797 den Kapitän Johann Heinrich Wendt (1765–1847), deren Sohn der spätere Kapitän und viermalige Weltumsegler Johann Wilhelm Wendt war.

## Seefahrer
Nach seiner Ausbildung zum Seemann stieg Harmssen zu einem erfahrenen und allseits geachteten Bremer Seeschiffer auf, der seit 1814 das Kommando auf größeren Segelschiffen führte.

## Erste Weltumseglung
1820 erhielt Harmssen den Befehl über die Mentor, womit er 1822 bis 1824 im Auftrag der königlich preußischen Seehandlungssocietät die erste deutsche Weltumseglung durchführte. Zum Auftrag des Kapitäns gehörte es neben der sicheren Führung des Schiffs, die Wind- und Meeresströmungen zu messen und damit wichtige Beiträge zur Hydrografie und Klimatologie zu liefern. Außerdem sollte er unerforschte Inseln und Küsten erfassen und vermessen. Eine weitere wichtige Aufgabe war es, neue Handelsverbindungen zwischen dem Königreich Preußen und West- bzw. Ostindien, mit Südamerika und China herzustellen und so neue Absatzmöglichkeiten für die preußische Industrie und Wirtschaft zu schaffen. Bei dieser Reise wurde Harmssen von dem für die Fracht verantwortlichen Supercargo Wilhelm Oswald begleitet. Ebenfalls an Bord war der Steuermann Eggers und Harmssens Neffe Johann Wilhelm Wendt als Untersteuermann. Es wurde nach der Abreise von Bremen am 15. Dezember 1822 und der Durchquerung des Atlantiks von Nord nach Süd im März 1823 zunächst die schwierige Umseglung Kap Hoorns gemeistert. Während eines dreitägigen Orkans im Juni 1823, bei der das Schiff vor der chilenischen Hafenstadt Valparaíso vor Anker lag, gelang es Kapitän Harmssen, sein Schiff zu retten, während 24 andere Schiffe vom Orkan an den Strand getrieben und zertrümmert wurden. Auch die Gefahr, dass die Mentor am 21. Oktober 1823 beinahe zur Beute von Piraten geworden wäre, konnte dank seiner umsichtigen Führung der Mannschaft und dank des Verhandlungsgeschicks des Supercargos Oswald erfolgreich abgewendet werden. In Hawaii gestattete Harmssen dem Eingeborenen Harry Maitey die Mitreise nach Europa, womit erstmals ein Polynesier nach Preußen gelangte. Bei seiner ersten erfolgreichen Weltumrundung legte Harmssen rund 39.000 Seemeilen zurück, was etwa 72.228 km entspricht. Die Reise dauerte insgesamt ein Jahr und 273 Tage, wobei die Mentor 362 Tage auf offener See war. Keinen seiner 22 Besatzungsmitglieder hatte Kapitän Harmssen auf dieser Reise verloren. In Swinemünde fand nach der Beendigung der Weltumseglung ein Empfang durch Staatsminister Graf von Bülow und Oberfinanzrat Christian Rother, dem Präsidenten der Seehandlungsgesellschaft,  statt. Von Swinemünde reiste Kapitän Johann Andreas Harmssen über Stettin nach Berlin, wo er von König Friedrich Wilhelm III. empfangen wurde. Der in der zeitgenössischen Presse als „bremischer Cook“  bezeichnete Kapitän Harmssen wurde für seine Leistung mit dem Allgemeinen Ehrenzeichen erster Klasse ausgezeichnet. Im Focke-Museum wird das Original des Schiffsjournals aufbewahrt.

## Zweite Weltumseglung
Eine zweite Weltumseglung unter der Leitung von Kapitän Harmssen fand von 1826 bis 1829 mit der Princess Louise statt. Auch auf dieser Reise waren Johann Wilhelm Wendt als Steuermann und der Supercargo Wilhelm Oswald an Bord. Vom 5. Februar 1828 bis zum 6. März 1828 befand sich das Schiff im Hafen von Honolulu vor Anker. In dieser Zeit kam es zu engeren Kontakten mit dem jungen König Kamehameha III. von Hawaii, der zu der Zeit noch unter der Regentschaft seiner Mutter Kaʻahumanu stand. Es gab gegenseitige Besuche an Bord der Princess Louise und im Königspalast. Als Geschenk für den König von Preußen wurde Kapitän Harmssen und dem Supercargo Wilhelm Oswald der Federmantel König Kamehamehas I. nebst einem Sendschreiben mitgegeben. Der Federmantel befindet sich heute noch im Ethnologischen Museum in Berlin. Nach dieser zweiten Weltumrundung trat Harmssen von der Leitung weiterer geplanter Weltumrundungen im Auftrag der Preußischen Seehandlung zurück und überließ seinem bewährten Neffen Johann Wilhelm Wendt diese Aufgabe.

## Weiterer Werdegang
Nach der Tätigkeit für die preußische Seehandlung trat Harmssen 1830 in den Dienst der von Carl Theodor Gevekoht gegründeten Bremer Reederei Gloystein & Gevekoht, welche nach dem Rückzug des Gründers als Handelshaus N. Gloystein Söhne firmierte. Dieses Unternehmen war hauptsächlich im Amerikahandel aktiv. Während dieser Zeit hatte Harmssen von 1830 bis 1833 das Kommando über die Virginia, welche früher unter dem Namen Manhattan fuhr, und 1835 über das neue Vollschiff Copernicus. Nachfolger als Kapitän auf der Copernicus wurde Kapitän Hinrich Haesloop. Im Jahre 1837 übernahm Harmssen das Amt des Wasserschout in Bremen. Dieses Amt übte er bis zu seinem Tod 1861 aus.

## Privates
1814 heiratete Kapitän Harmssen Anna Helena Kramer (1785–1821). Aus der Ehe ging die 1815 geborene Tochter Henriette hervor. Harmssens Frau starb am 28. November 1821 nach der Geburt einer zweiten Tochter, die das Säuglingsalter nicht überlebte. Harmssen wohnte in der Knoopstraße 23 im Bremer Stephaniviertel. Die Straße existiert heute nicht mehr, nachdem das Stephaniviertel im Zweiten Weltkrieg in weiten Teilen zerstört wurde.

## Rezeption
Die Weltumrundungen mit den Schiffen Mentor und Princess Louise gingen durch die zeitgenössische Presse und erreichten in gebildeten Kreisen einen hohen Bekanntheitsgrad. Dies ist zum Beispiel in Theodor Fontanes autobiographischem Roman Meine Kinderjahre bezeugt, wo er sich 1892, also fast siebzig Jahre später, an Erzählungen über eine Begegnung der Mentor mit Piraten erinnert. Fontane beschreibt eine fiktive Heldentat des Kapitäns der Mentor, ohne jedoch den Namen Johann Andreas Harmssen zu nennen.
Die Person Johann Andreas Harmssens geriet nach den Weltumrundungen im Gegensatz zu seinem Neffen Johann Wilhelm Wendt weitgehend in Vergessenheit. So fehlt zum Beispiel in der Bremischen Biographie des neunzehnten Jahrhunderts sein Name im Gegensatz zu dem Eintrag über Wendt. Auch gibt es keine Biographie von Johann Andreas Harmssen und die Bremer Weser-Zeitung verzichtete anlässlich seines Todes 1861 auf einen Nachruf. Auch das in den Jahren 2001 bis 2008 in drei Bänden herausgegebene Große Bremenlexikon liefert keinen Hinweis auf Kapitän Johann Andreas Harmssen. Dies ist bemerkenswert, da Johann Andreas Harmssen 1822 bis 1824 die erste Weltumrundung in der Geschichte der deutschen Seefahrt leitete und andere seefahrende Nationen das Andenken an die Kapitäne ihrer ersten Weltumsegler hoch in Ehren halten. Die Kapitäne Juan Sebastián Elcano für Spanien, Francis Drake für England, Olivier van Noort für Holland, Louis Antoine de Bougainville für Frankreich, Robert Gray für Amerika, Adam Johann von Krusenstern für Russland und Steen Andersen Bille für Dänemark sind Teil des kollektiven Gedächtnisses ihrer Nationen geworden, nicht so Johann Andreas Harmssen.